# Barleria buxifolia
Barleria buxifolia là một loài thực vật có hoa trong họ Ô rô. Loài này được L. mô tả khoa học đầu tiên năm 1753.